# Världsmästerskapen i hastighetsåkning på skridskor 1899
De tionde världsmästerskapen i hastighetsåkning på skridskor 1899 för herrar anordnades i Tiergarten i Berlin i Tyska rikets största land Preussen 4 - 5 februari. 
8 deltagare från sex länder deltog.

## Resultat
- - 500 meter
- 1 Peder Østlund  Norge – 50,5
- 2 Julius Seyler  Tyska riket – 51,5
- 3 Jan C Greve  Nederländerna – 55,0

- - 1 500 meter
- 1 Peder Østlund  Norge – 2.45,0
- 2 Julius Seyler  Tyska riket – 2.48,2
- 3 Johann Pichler  Tyska riket – 3.06,6

- - 5 000 meter
- 1 Peder Østlund  Norge 9.54,6
- 2 Jan C Greve  Nederländerna – 10.54,4
- 3 Nikolaj Krjukov  Ryssland – 11.40,0

- - 10 000 meter
- 1 Jan C Greve,  Nederländerna – 20.36,2
- 2 Julius Seyler  Tyska riket - 21.25,0
- 3 Peder Østlund  Norge – 21.25,3

- - Sammanlagt
- 1 Peder Østlund  Norge, världsmästare.
- 2 Johann Pichler  Tyska riket
- 3 Julius Seyler  Tyska riket
  - För att få titeln världsmästare krävdes enligt då gällande regler att man vunnit minst tre distanser.